# Pteridinium
Pteridinium simplex — один з видів едіакарської фауни. Його відбитки знаходять у відкладах едіакарію по всьому світу.

## Опис
Відбитки Pteridinium поширені у відкладеннях пізнього едіакарію в Південної Австралії, Намібії та Архангельської області. Крім того, вони були знайдені в Північній Кароліні, а також у Каліфорнії і в Північно-Західних територіях Канади.

## Морфологія
Pteridinium має три частки, які, як правило, розплющені таким чином, що видно тільки дві частки. Кожна частка складається з ряду паралельних ребер, які розширюються назад від головної осі, де три частки сходяться. Навіть на добре збережених зразках немає ніяких ознак рота, ануса, очей, ніг, вусиків або будь-яких інших придатків або органів. Організм ріс в основному за рахунок відрощування нових сегментів (ймовірно, з обох кінців), а також (меншою мірою) — розширення існуючих сегментів.
Виявлені зразки Pteridinium наводять на думку, що він вів осілий спосіб життя, лежачи на дні або, можливо, зарившись в осад на мілководді. Не відомо жодного сліду, залишеного рухомим Pteridinium.
Неясно, чи харчувався Pteridinium за допомогою фотосинтезу чи висмоктував поживні речовини з морської води за допомогою осмосу.

## Синоніми
Pteridinium simplex =
Pteridinium nenoxa
Onegia nenoxa Keller, 1974
Archangelia valdaica Fedonkin, 1979
Inkrylovia lata Fedonkin, 1979
Suzmites Fedonkin, 1976